# Gheorghe Baiulescu
Gheorghe Baiulescu (n. 9 iulie 1855, Brașov, Imperiul Austriac – d. 16 martie 1935, Brașov, România) a fost medic balneolog și primul primar român al Brașovului.

## Familia
Gheorghe (Georgie) Baiulescu a fost al doilea fiu al protopopului Bartolomeu Baiulescu și al Elenei Baiulescu. Locul și data nașterii sunt controversate, în mai multe surse apare că s-a născut în 9 iulie la Brașov, alte surse dau locul nașterii la Zărnești, iar pentru data nașterii 27/2 iulie 1855. 
Tatăl, Bartolomeu Baiulescu s-a născut în 11 iunie la Zărnești. Învață aici la școala primară, apoi la Gimnaziul Romano-Catolic din Brașov. În 1849 urmează cursurile Seminarului Teologic din Sibiu. Se întoarce la locul natal unde este învățător, iar în 29 noiembrie a anului 1850 este sfințit preot și la scurt timp instalat în post la Zărnești. În 11 ianuarie 1851 se căsătorește cu Elena, fiica negustorului muntean Gheorghe Gheorghiu. Deschide în propria casă două clase de școală și ia inițiativa ajutorării familiilor sărace din sat, împărțindu-le cărți și haine și i-a îndemnat pe părință să-și dea copiii la meserii, în care scop a întemeiat o fundație din venituri proprii. Toată această bogată activitate a fost răsplătită în 1856 de către mitropolitul Andrei Șaguna cu distincția „Laudatur”. Devine preot la Parohia Brașov-Cetate (1857-1909), și protopop onorar (1891), catehet al elevilor ortodocși de la școlile neromânești (1864-1886), catehet la Școala Superioară de Comerț și la Școala reală (1861-1898), ambele îndrumate de biserică, catehet la clasa I a gimnaziului „Andrei Șaguna”. Inițial a slujit la Biserica grecească Sf. Treime din Cetatea Brașovului, apoi în urma conflictului dintre greci și români pentru biserică, după 1887, a slujit la Biserica ortodoxă românească cu hramul Adormirea Maicii Domnului. Cea mai importantă lucrare a sa este Monografia comunei bisericești „Sfânta Adormire” din cetatea Brașovului, alcătuită pe bază de documente, și care, în anexă, conține documente în latină, germană și română.
Mama, Elena Baiulescu a fost una din primele colaboratoare a Reuniunii Femeilor Române din Brașov, munca sa fiind dusă mai departe de fiica sa Maria Baiulescu. A fost redactor al revistei „Familia” unde scrie rubrica Pentru econoame.
Ioan Baiulescu (1854-1911), fratele mai mare, a fost un inginer remarcabil, având o contribuție importantă în construcția podului feroviar „Anghel Saligny”. În 1904 devine șeful Serviciului de Lucrări Centrale din cadrul Ministerului de Lucrări Publice.
Maria Baiulescu (1860-1941), sora mai mică, scriitoare, membru activ și președinte al Reuniunii Femeilor Române din Brașov. Publică, sub pseudonim, proză și articole politice. A fost distinsă cu medalia „Crucea Reginei Maria”, clasa I și medalia „Ferdinand I”.
Romulus Baiulescu (1863 -1941), fratele mai mic, tot inginer, a fost șef secție în cadrul Serviciului docuri și poduri, Ministerul Lucrărilor Publice.
Medicul Gheorghe Baiulescu se căsătorește în anul 1855 cu fiica comerciantului brașovean Manole Diamandi, va avea doi fii, al doilea fiu fiind Emil Baiulescu doctor în drept.

## Studii
Urmează școlile primare și gimnaziul român din Brașov, absolvind în 1872 ca șef de promoție la Liceul „Andrei Șaguna”, fapt consemnat pe plăcile memoriale cu șefii de promoție din incinta Colegiului Național „Andrei Șaguna” din zilele noastre. Pleacă la Viena în 1873 dorind să studieze arhitectura, dar la insistențele fratelui mai mare, Ioan, care avea probleme cu ochii, se înscrie la medicină.  Fiind amator de muzică și un violonist talentat urmează și cursurile de la Conservatorul de Muzică din Viena. În 1877 numele lui apare in program la Serbarea de Anul Nou al Societății academice „România Jună” din Viena, unde interpretează la vioară „Fantezia” din opera La Juivre și „Piesa de salonu” de Vieuxtemps, fiind acompaniat de Iacob I. Mureșianu.
Sub îndrumarea profesorului Wilhelm Winternitz se specializează în balneologie. Profesorul Winternitz  a creat o clinică hidroterapeutică la care și-au făcut stagiatura medici din toată lumea. În data de 17 noiembrie 1880 este promovat la Universitatea din Viena „Doctor în medicină universală”. În 1883 își depune la București examenul de liberă practică și la insistențele tatălui său se întoarce la Brașov.

## Profesie
Încă din anul 1885 este medic al filialei brașovene a Casei de Asigurări a muncitorilor bolnavi, cu sediul central la Budapesta. În 1893, odată cu desființarea acestei Case de Asigurări, devine medicul unei alte case case de asigurări, înființate la Brașov, cu scopul de a ajuta bolnavii și de a da ajutor de înmormântare. Rămâne medicul acesteia până în 1907, când se va transfera la o altă casă de asigurări. În paralel a fost și medicul Casei de Asigurări a Capelei Ortodoxe din Brașov, până în 1907 lucrând benevol la toate aceste societăți de asigurare.   
Din 1886 a funcționat și ca medic al gimnaziului românesc. Pentru a asigura o asistență sanitară permanentă propune Eforiei școlare înființarea unui post permanent de medic cu renumerație convenabilă. În data de 5 octombrie 1894 întocmește primul raport privind situația sanitară în școlile românești pe anii școlari 1892/93 respectiv 1893/94. A predat la același gimnaziu câte o oră de igienă sanitară pe săptămână, fiind în plus și medicul internatului-orfelinat al Reuniunii Femeilor Române din Brașov. 
În cadrul gimnaziului românesc a înființat Stabilimentul de Hidroterapie, deschis în mai 1896. Inițial a fost deschis tot anul, apoi sezonul a fost limitat la perioada 1 mai - 30 octombrie. Clădirea stabilimentului a fost ridicată ca anexă la baia publică. Aici se putea beneficia de băi de aburi cu apă caldă și rece, băi de aer uscat, băi cu acid carbonic, oxigen, băi medicale cu extract de brad, muștar și ierburi, împachetări, masaj și comprese. Elevii școlilor aveau reducere o dată pe săptămână, iar elevii săraci gratuit după un program stabilit
În perioada 1910-1916 ocupă postul de medic șef al Casei Cercuale și al Asigurărilor Sociale. 

### Carieră
Doctorul Gheorghe Baiulescu participă activ la toate mișcările naționale și culturale, făcând parte din Eforia și Delegația Școlară. A cântat un timp ca violonist și la Filarmonica orașului.  A fost membru activ al „Asociațiunii pentru literatură română și cultura popului român” secțiunea medicină.
Publică mai multe articole de specialitate, precum și în domeniul muzical cu care era familiarizat, în Albina Carpaților, Gazeta Transilvaniei și Meseriașul Român. În 1904 publică o consistentă scriere Hidroterapie medicală, apreciată de Academia Română, care o recomandă pentru premiere, ea fiind a doua de acest gen din țară. Din februarie 1908 a editat o revistă bilunară de popularizare a cunoștințelor medicale și de igienă: Sănătatea, având subtitlul „Foaia populară pentru răspândirea cunoștințelor igienice și medicale’’. În aceasta a publicat mai multe studii științifice documentate și scrise cu competență, ea fiind prima foaie de acest gen pentru românii din Austro-Ungaria, ce avea ca subiect „povățuirea poporului în chestii de sănătate și de medicină’’.  Din cauza lipsei de fonduri au apărut doar câteva numere. În cadrul revistei, la rubrica Poșta redacției, doctorul Baiulescu răspundea prin sfaturi medicale, punea diagnostice în funcție de simptomele descrise, prescria rețete
După intrarea României în război, în ziua de 16/29 august 1916 românii brașoveni pregătesc primirea triumfală a armatei române eliberatoare. După o consfătuire a autorităților rămase în oraș, doctorul Gheorghe Baiulescu a fost desemnat să-l întâmpine pe comandantul trupelor române. La răspântia drumurilor dintre Hărman și Dârste, colonelul Darvari a fost salutat de dr. Baiulescu cu cuvintele: 
„Domnule colonel! În numele poporului român din vechiul și preafrumosul oraș Brașov vă zic: Bine ați venit! Totodată sunt autorizat să vă declar și în numele populației săsești și maghiare, care locuiește împreună cu noi între zidurile acestui oraș, că vă primește cu sinceră bucurie. Prin mine vă asigură cu toții, fără deosebire de naționalitate și religie, că vom da dovezi de cea mai perfectă loialitate și vom fi față de armata română cât se poate de prevenitori. Cu toții vă rugăm, d-le colonel să luați populația acestui oraș sub scutul și ocrotirea dumneavoastră.”
După primirea festivă și intrarea armatei în Brașov, dr. Gheorghe Baiulescu este desemnat în funcția de primar. Timp de 40 de zile va fi primul primar român al Brașovului
Odată cu retragerea armatei române din Brașov este nevoit să se refugieze cu familia. Se înrolează pe front ca medic locotenet-colonel și la Odessa organizează Spitalul III Român. Apoi se retrage la Chișinău unde va fi decanul Facultății de Medicină din cadrul Universității populare deschisă la 18 februarie/3 martie 1918. Face parte din „Comitetul Național” al românilor din provinciile subjugate și luptă alături de alți intelectuali în exil pentru înfăptuirea Marii Uniri. După Marea Unire din 1 decembrie 1918 medicul Gheorghe Baiulescu revine la Brașov și își reia activitatea obișnuită. Datorită meritelor dobândite în lupta națională și a calităților de bun organizator și conducător va fi numit prefect al județului Brașov la 22 ianuarie 1919, funcție deținută până în 14 decembrie 1920. Va mai fi numit încă de două ori prefect al județului, în perioadele 2 ianuarie 1921 - 31 ianuarie 1922 respectiv 31 iulie 1923 - 1 februarie 1924.
S-a implicat în viața economică a orașului, a susținut înființarea Fabricii de celuloză de la Zărnești. Face  parte din consiliul de administrație al firmei „Frații Stollwerck”. Cunoștințele sale și talentul de negociator au contribuit la impunerea autorității sale.
Gheorghe Baiulescu moare pe 16 martie 1936 lăsând în urmă o vastă carieră consacrată pe mai multe planuri, precum și un bogat material cu caracter științific. A fost decorat cu Ordinul Coroana României în gradul de Comandor.
„Odraslă a lui Bartolomeiu Baiulescu, fost protopop al cetății Brașovului, doctorul Gheorghe Baiulescu nu putea fi decât cum a fost și cum îi vom păstra amintirea , toți câți l-am cunoscut: o armonioasă figură a aristocrației noastre sufletești”—Axente Banciu, Necrolog, În: Țara Bârsei, VII, nr. 3, mai-iun. 1935, p. 267

## Lucrări
- Musica la români, în Albina Carpaților, Sb., 1877, p. 79-82, 93-94;
- Idroterapia Medicală, București, Editura Minerva, 1904, 698 p., 1914, 699 p.